# شهرستان تویلی (یوتا)

شهرستان تویلی، یوتا یکی از شهرستان‌های ایالت یوتا است که در منطقه شمال غربی این ایالت قرار دارد. جمعیت این شهرستان بر طبق برآوردهای سال ۲۰۱۰ اداره آمار آمریکا برابر بود با ۵۸٫۲۱۸ نفر. همچنین مساحت این شهرستان ۱۸٫۸۷۰ کیلومترمربع است.
مرکز شهرستان تویلی و همچنین بزرگ‌ترین شهرش، شهر تویلی، شهری با همین نام است.

## پیوند
- وبگاه رسمی بایگانی‌شده  در ۱۷ مارس ۲۰۰۷ توسط Wayback Machine